# Gymnocoronis spilanthoides
Gymnocoronis spilanthoides là một loài thực vật có hoa trong họ Cúc. Loài này được (D.Don ex Hook. & Arn.) DC. mô tả khoa học đầu tiên năm 1838.